# Улица Перерва
Улица Пере́рва — улица в Москве, расположенная в Юго-Восточном административном округе, на территории районов Марьино и Люблино.

## История
Возникла в связи с массовой застройкой Люблинских полей аэрации в 1980 году. В 1999 году была продлена на северо-восток в сторону района Люблино в связи с продолжением массовой застройки района в 1990-х годах.

## Описание
Является важной связующей транспортной артерией района. Располагается в северной части района Марьино и юго-восточной части района Люблино между Подольской и Ставропольской улицами и пересекает его с запада на восток.
Справа к улице примыкают Подольская, Донецкая, Маршала Голованова и Марьинский Парк, бульвары: Мячковский и Перервинский; слева — улица Нижние Поля и Проектируемый проезд № 2120 (на некоторых картах ошибочно показан как Графитный проезд), пересекают улицы: Люблинская, Братиславская, Белореченская, Верхние Поля и Краснодарская, аллею Кремлёвских Курсантов, за которой движения транспорта по улице нет. Нумерация домов начинается от Подольской улицы.

## Происхождение названия
Название Перерва связано с историческим именем Юго-Восточной поймы Москва-реки. Здесь Москва-река делает петлю, и однажды перешеек между сближенными частями излучины был прорван вешними водами. Отсюда и пошло название перерва — «промой, новое русло». Ещё в средневековых источниках данная территория к юго-востоку от Москвы того времени звалась Перерва, то есть там, где прерывается Москва-река. Это название можно встретить не только в исторических документах: имя Перерва упоминается во многих современных названиях как в районе, так и за его пределами (Печатники, Люблино, Капотня). Например, Николо-Перервинский монастырь в Печатниках, станция Перерва.
В 1960 году территория города Люблино была присоединена к Москве, спустя 7 лет название Перерва было присвоено бывшей улице Володарского в этом городе. В 1980 году название перенесено с этой улицы, упразднённой в ходе реконструкции (проходила параллельно улице Полбина на территории современного района Печатники), на новую улицу в районе Марьино. В 1995 году улица в связи с началом массовой жилой застройки района была продлена сначала до Братиславской, а в 1999 году до Ставропольской улицы.
В Общемосковском классификаторе «Улицы Москвы» и справочнике «Улицы современной Москвы» (2009) улица Перерва по недосмотру указывается в границах между Подольской и Люблинской улицей, то есть по состоянию на 1995 год.

## Общественный транспорт
- Платформа МЦД Перерва — в 610 метрах от начала улицы.
- Станция метро  Братиславская — на пересечении с Мячковским бульваром.
- Станция метро  Марьино — в 530 метрах от пересечения с Люблинской улицей.
- Станция метро  Люблино — в 1 километре от пересечения с Белореченской улицей.
- Автобусы 10, 30, 55, м72, 326, 336, 350, 448, 511, 517, 522, 751, 619, 625, 646, 657, 658, 713, 728, 749, 762, 824, 853, 957, 965, 981, н5